# Stato di Buriazia-Mongolia
Lo Stato di Buriazia-Mongolia (in buriato cirillico : Буряад-Монгол улас, in buriato mongolico : ᠪᠤᠷᠢᠠᠳ ᠮᠣᠩᠭᠣᠯ ᠪᠤᠯᠤᠰ)  era uno stato fantoccio buriato-mongolo, durante la guerra civile russa. Fu istituito secondo la decisione del primo Congresso panburiato il 25 aprile 1917. Il principale organo di governo era il Burnatskom, il Comitato nazionale dei buriati.
Dopo il crollo del regime sovietico sotto l'avanzata dei Bianchi e della divisione cecoslovacca, lo Stato di Buriazia-Mongolia fu riconosciuto dai sovietici nel 1918, e successivamente anche dal governo della Transbajkalia di Grigorij Semënov. Lo Stato de facto cessò di esistere dopo la formazione della Repubblica dell'Estremo Oriente, che aveva diviso in due metà la Buriazia-Mongolia: 4 aimag (o tribù) divennero parte della Repubblica dell'Estremo Oriente, mentre gli altri 4 formarono le autonomie dei buriati-mongoli della RSFS Russa.